# Charlotte Spencer, Condessa Spencer
Charlotte Frances Frederica Spencer (nascida Charlotte Seymour; 28 de setembro de 1835 — Londres, 31 de outubro de 1903) foi uma nobre britânica. Ela foi condessa Spencer pelo seu casamento com John Spencer, 5.º Conde Spencer.

## Família
Charlotte foi a terceira filha e criança nascida de Frederick Charles William Seymour, e de sua esposa, Lady Augusta Hervey. Os seus avós paternos eram Hugh Seymour e Anne Horatia Waldegrave. Os seus avós maternos eram Frederick Hervey, 1.º Marquês de Bristol e Elizabeth Albana Upton.

## Biografia
Em 8 de julho de 1858, ela casou-se com John Spencer, 5.º Conde Spencer, tornando-se a Condessa Spencer. Apesar de ter ideais conservadores, ela suportou seu marido, que era liberal. Seus diários contém memorandos sobre feminismo e sobre a Questão do Oeste.